# Ricky Council IV
Ricky Nickardo Council IV, född 3 augusti 2001 i Peru i Vermont, är en amerikansk professionell basketspelare (SG) som spelar för Brooklyn Nets i National Basketball Association (NBA). Han har tidigare spelat för Philadelphia 76ers.
Council blev aldrig NBA-draftad.
Innan han blev proffs studerade Council först vid Wichita State University och spelade för deras idrottsförening Wichita State Shockers. Han blev senare överförd till University of Arkansas för spel i Arkansas Razorbacks.